# Visrivier (Namibia)
Existe otro Visrivier en Sudáfrica, en la Provincia del Cabo Oriental.
El río Vis o Visrivier o Fish (en inglés: Fish River; en alemán: Fischfluss; y en afrikáans, Visrivier) es un largo río de Namibia, un afluente del río Orange en el que confluye en la frontera con Sudáfrica, a unos 100 kilómetros del océano Atlántico.
Tiene 650 kilómetros de largo, fluyendo de la represa Hardap cerca de Mariental. El flujo del río es estacional; en invierno puede secarse río arriba totalmente. A pesar de ello, se encuentra el espectacular Cañón del río Fish, un cañón de 160 kilómetros de largo, y con puntos de hasta 550 metros de profundidad. 

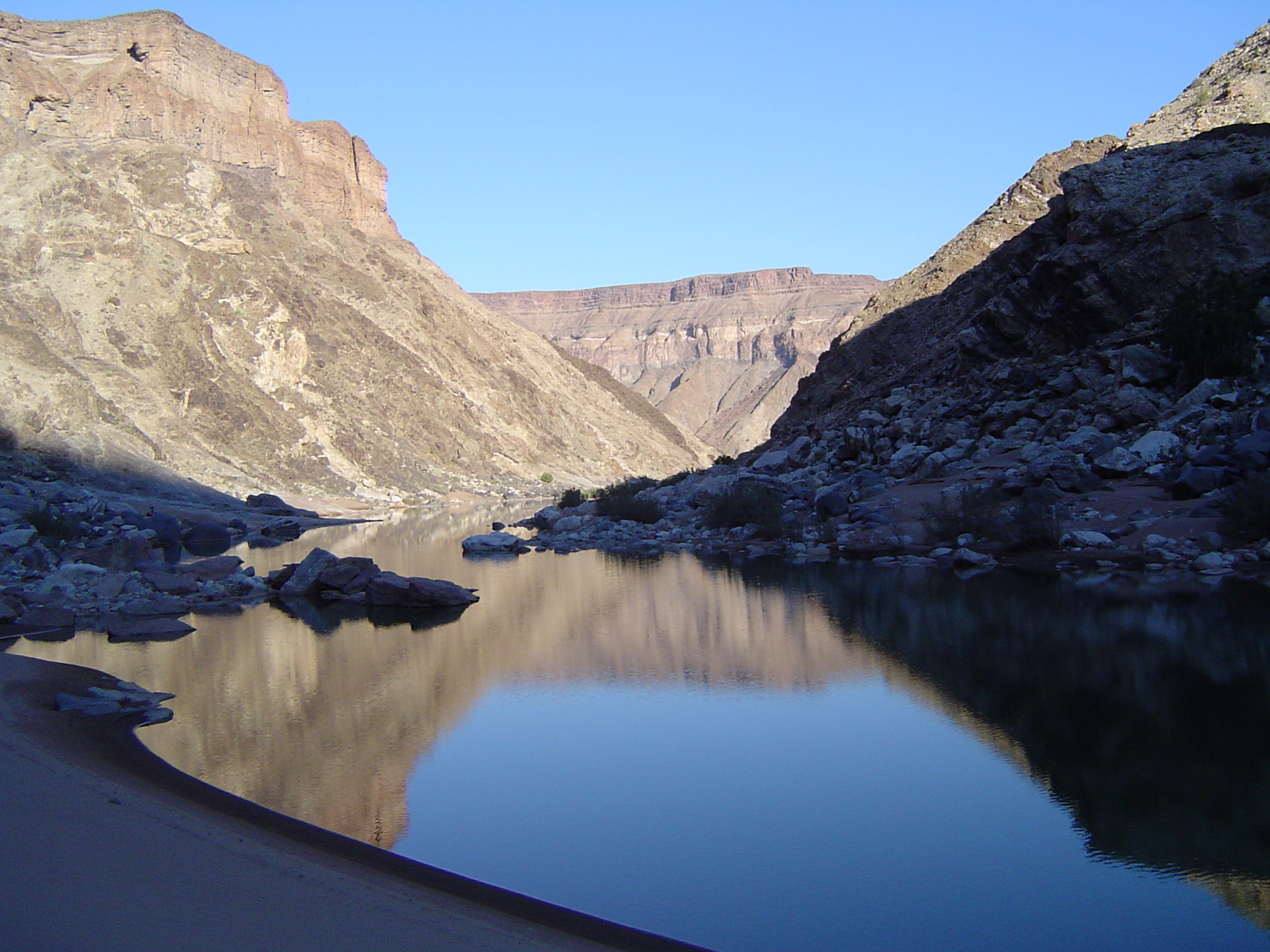
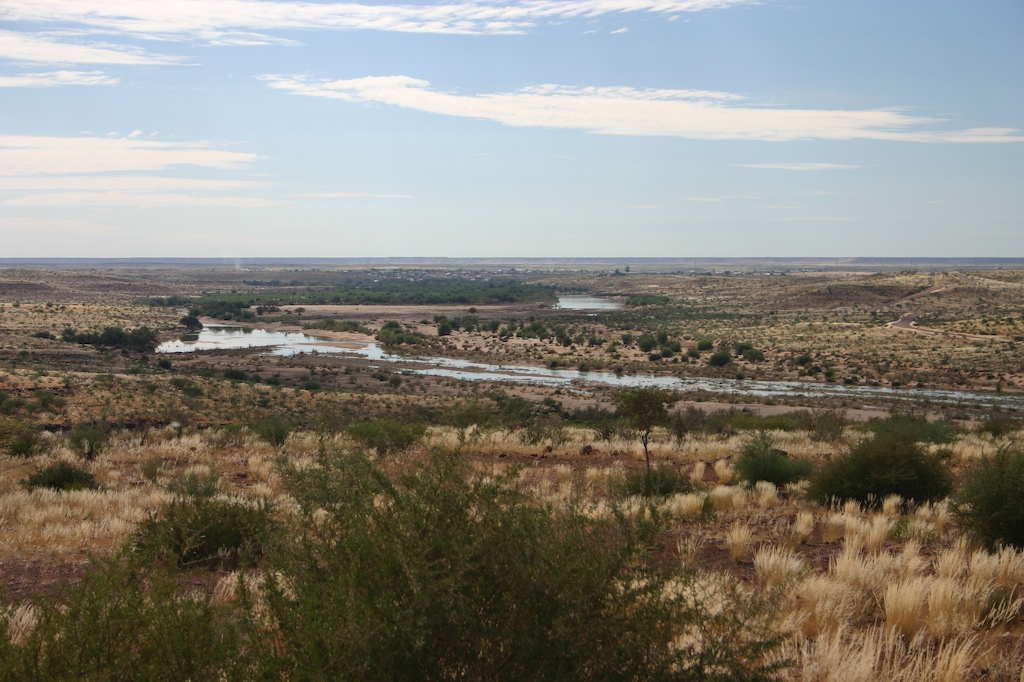
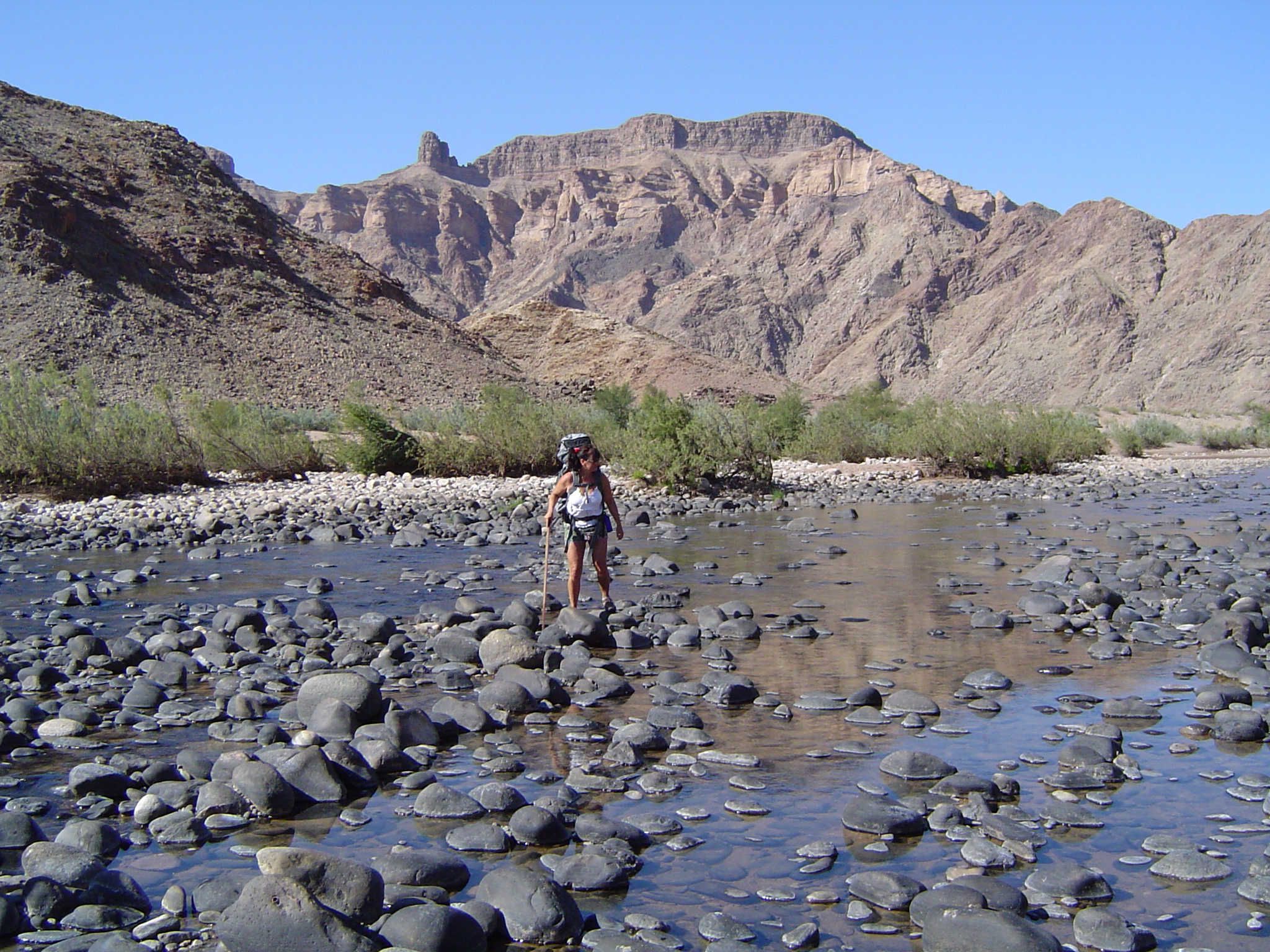